# Бебель, Генрих
Ге́нрих Бе́бель (нем. Heinrich Bebel; 1472, Ингштеттен близ Юстингена — 1518, Тюбинген) — немецкий поэт-гуманист, переводчик, сатирик, педагог. 
Бебель известен как сатирик, обличавший немецкие порядки начала XVI века и пороки разных сословий общества, в частности духовенства. Как и другие гуманисты, Бебель горячо отстаивал право новой образованности на свободное развитие.
Выходец из крестьянской семьи, Бебель учился в Кракове, Базеле и Тюбингене и получил звание профессора поэзии и элоквенции в Тюбингенском университете. Генрих Бебель писал на латинском языке, впервые собрал и перевёл на латынь 600 немецких пословиц и поговорок. Интерес к фольклору проявился и в его «Книге фацетий» (1509—1512), где подвергались осмеянию нравы клира, амбиции знати, насилия над простыми людьми рыцарей-разбойников, корыстолюбие купцов, неотёсанность и суеверия крестьян.

## Избранные произведения
- Comedia Vigilantius. De optimo studio iuvenum. 1501 год (Комедия);
- Proverbia Germanica, 1508;
- Libri facetiarum iucundissimi, 1508—1512;
- Бебель Г. Фацетии / Изд. подг. Ю. М. Каган. — М.: Наука, 1970. — 328 с. — (Литературные памятники). — 50 000 экз.
- Бебель Г. Фацетии / Сост. Е. Галеева. — М.: Русский Раритет, 1999. — 240 с. — (Мудрость веков). — 5000 экз. — ISBN 5-7034-0056-2.